# Chrysiptera rollandi
Chrysiptera rollandi är en fiskart som först beskrevs av Whitley, 1961.  Chrysiptera rollandi ingår i släktet Chrysiptera och familjen Pomacentridae. Inga underarter finns listade i Catalogue of Life.